# PUMA (Akademisches Publikationsmanagement)
PUMA ist ein System für die Verwaltung von Bookmarks (Lesezeichen) und zur gemeinsamen Nutzung von Publikationen. Die Abkürzung steht für „Akademisches Publikationsmanagement“.
PUMA basiert auf dem Social-Bookmarking-System BibSonomy und bietet einige zusätzliche Funktionen. PUMA ist so konzipiert, dass es als alleiniges Eingabeportal für bibliografische Metadaten dienen kann. So können Forscher PUMA nicht nur als Online-Literaturverwaltung nutzen, sondern auch eigene Publikationen auf dem Dokumentenserver ihrer Universitätsbibliothek oder vergleichbaren Einrichtungen veröffentlichen. Diese sind dann über Suchmaschinen wie Google Scholar sichtbar. Daneben können zu den Literatureinträgen Textdateien in Formaten wie Word, Text oder PDF hochgeladen werden. Pro Upload können Dateien mit einer Größe von maximal 50 Megabyte gespeichert werden. Mit PUMA können die Nutzer ihre Daten leicht mit anderen teilen (kollaboratives System), was die Literaturverwaltung auch für den Einsatz in der Lehre und für Forschergruppen interessant macht.
Literaturlisten können zum Beispiel über ein TYPO3-Plugin auch auf der eigenen Homepage ausgegeben werden oder als URL in Lernplattformen wie Moodle geteilt werden. In Kassel gibt es zwischen PUMA und dem Forschungsinformationssystem eine Schnittstelle. Die mehrfache Eingabe von bibliografischen Daten für die Verwaltung von Publikationslisten entfällt.

## Kompatibilität
PUMA und BibSonomy sind mit den gängigen Literaturverwaltungsprogrammen kompatibel. Die Daten können in 30 Formate exportiert werden. Als Standard-Austauschformate dienen BibTeX und EndNote. In der Literaturverwaltung Citavi ist PUMA als Datenbank recherchierbar. Eigene und fremde Daten können auf diesem Weg automatisiert in Citavi geladen werden.

## Entwicklung
Die Deutsche Forschungsgemeinschaft (DFG) förderte die webbasierte Anwendung PUMA von August 2009 bis Juli 2011. An dem Kooperationsprojekt sind die Universitätsbibliothek Kassel und das Fachgebiet Wissensverarbeitung der Universität Kassel beteiligt. Nach Ablauf der ersten Projektphase wurde das System als Open-Source-Software veröffentlicht. PUMA profitiert regelmäßig von der Weiterentwicklung des Bruderprojektes BibSonomy. So werden mit jedem BibSonomy-Release auch neue Funktionen in PUMA übernommen.
Die zweite Förderphase der DFG (02/2013 bis 01/2015) ist abgeschlossen. Für PUMA II trat die DMIR-Gruppe (Data Mining & Information Retrieval Group) von der Universität Würzburg dem PUMA-Team bei. Im Rahmen der zweiten Förder-Phase wurde die Zusammenarbeit mit Fremdsystemen ausgebaut, wie z. B. Integration von PUMA im Discovery Service des HeBIS-Verbundes, dem die Open-Source-Software Vufind zugrunde liegt. Ergebnis ist ein Modul, das die Merklistenfunktion dahingehend erweitert, dass die Einträge automatisch in PUMA gespeichert und die Inhalte der Merkliste aus PUMA geholt werden.

## Verbreitung
PUMA ist derzeit vor allem im HeBIS-Verbund in vollem Umfang im Einsatz. Die Einführung von PUMA an den Verbundsbibliotheken ist an die Einführung des HeBIS Discovery Service, eine für die HeBIS-Bibliotheken angepasste Vufind-Version, gebunden. Der Zugang zu PUMA ist beschränkt auf den Kreis der Benutzer der jeweiligen Universitätsbibliothek. Die Universitätsbibliothek Stuttgart hat PUMA im Oktober 2015 eingeführt. Sie nutzt das System für die Darstellung von Publikationslisten an Instituten und auf Mitarbeiterseiten sowie für die Universitätsbibliografie.